# Chartainvilliers
Chartainvilliers település Franciaországban, Eure-et-Loir megyében. Lakosainak száma 665 fő (2022. január 1.). Chartainvilliers Bouglainval, Néron és Jouy községekkel határos.

## Népesség
A település népességének változása:
| Lakosok száma | 197  | 548  | 560  | 749  | 716  | 731  | 727  | 711  | 690  | 665  |
|               | 1968 | 1982 | 1990 | 2006 | 2013 | 2015 | 2017 | 2019 | 2020 | 2022 |